# Ліпінське (Підляське воєводство)
Ліпінське (пол. Lipińskie) — село в Польщі, у гміні Граєво Ґраєвського повіту Підляського воєводства.
Населення — 68 осіб (2011).
У 1975-1998 роках село належало до Ломжинського воєводства.

## Демографія
Демографічна структура станом на 31 березня 2011 року:
|          | Загалом | Допрацездатний вік | Працездатний вік | Постпрацездатний вік |
| -------- | ------- | ------------------ | ---------------- | -------------------- |
| Чоловіки | 37      | 9                  | 25               | 3                    |
| Жінки    | 31      | 8                  | 14               | 9                    |
| Разом    | 68      | 17                 | 39               | 12                   |